# 寧王之亂
寧王之亂，又稱朱宸濠之乱或宸濠之乱，指明武宗正德十四年（1519年）由宁王朱宸濠在南昌发动的叛乱，波及江西北部及南直隶西南一带（今江西省北部及安徽省南部），最后由南贛巡撫王守仁（王陽明）、吉安知府伍文定平定。寧王朱宸濠於鄱陽湖戰鬥中被俘，被處決於通州，寧藩亦除。

## 背景
洪武三十一年（1398年），朱元璋駕崩，其孫建文帝繼位。不久，建文帝開始推行削藩。朱棣時為燕王，因不滿姪子建文帝削藩政策，因而發動靖難之役，反叛建文帝。然而當時其實力尚處於劣勢，而寧王朱權的兵力是諸王中數一數二，加之其麾下又有蒙古精銳朵顏三衞，得到寧王協助成功機率必定大增，因此朱棣和手下聯合綁架朱權，脅迫其倒向自己一方，同時許諾事成后平分天下，遂順利收編朱權兵力，並借得麾下的蒙古精銳朵顏三衞，實力大增。公元1402年，朱棣攻陷南京，是為明成祖，燕王世系成為皇帝系。事後明成祖逐步剥夺了朱权的兵权，并将朱權的封國由險要的大寧，迁往江西的南昌。朱權想請封更加富庶的蘇州、杭州都被拒絕，甚至被人誣陷以巫術詛咒、辱罵皇帝，險些遇害，因而埋下寧王系與皇帝系的宿怨。
弘治年间，朱權的五世孫朱宸濠继承宁王之位，方士说宸濠有天命，又说南昌城風水好，城之东南有天子气。再加上明武宗一直没有子嗣，朱宸濠因而心怀异志，與其手下李士實、劉養正、王春、劉吉、萬銳等人日夜密谋，一面谋求以己子過繼予武宗，以取得皇位。一面籌畫起兵推翻明武宗。
正德二年（公元1507年），寧王朱宸濠贿赂当权的太监刘瑾，意图恢复护卫。后刘瑾伏诛，朱宸濠又勾结武宗的宠臣钱宁等人，最终得以恢复亲兵护卫，并蓄养死士，随意处置地方文武官员和无罪百姓。正德十二年三月，更私造佛郎機銃。

## 经过

### 起兵
正德十四年（1519年），太监张忠、御史萧淮等先后告发寧王罪行，武宗因而下旨收其护卫，令其归还所夺之田。寧王遂于当年六月十四在南昌起兵造反，诈称武宗非明孝宗所亲生，自己奉太后密旨，入朝监国，杀江西巡抚孙燧和江西按察副使许逵，革正德年号，改元順德，集結兵力號稱十万人，並发檄各地，指斥朝廷。迅速出兵攻占了南康、九江，并计划出兵攻取南京，进而北上。
宁王出兵时，封宗室朱宸澅為九江王，命他为前驅，船才出发，雷雨驟作，朱宸澅被震死。得知的人认为这说明宁王必败。

### 王守仁平叛

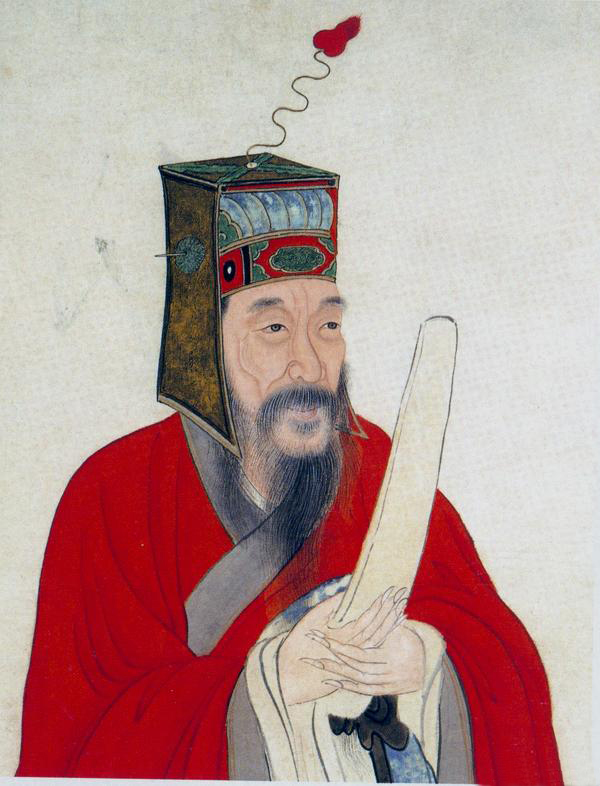
明代大儒王守仁，以平宁王功封新建伯，隆庆朝又追封为新建侯。

时任南贛巡撫，都察院佥都御史王守仁闻变，与吉安知府伍文定传檄诸郡，举兵勤王。王守仁用计迷惑朱宸濠，使朱宸濠以为朝廷早有防备，命其军在南昌不敢行动，为集结兵力争取了时间。七月三日，朱宸濠发现中计，亲率军队沿江而下，围攻安庆，卻在安庆遭到知府张文锦等所率守軍的顽强抵抗，此时王守仁趁宁王後方空虚，于二十日攻克南昌，俘获留守的宜春王朱拱樤、内官万锐等。寧王闻讯，急忙回軍南昌，王守仁也决定乘胜与朱宸濠在鄱阳湖决战。
廿四日两军战于黄家渡，王守仁军假意败退，宁王军贪胜追击，导致首尾不能相顾，反遭到王守仁军的伏击而大败，退保八字脑。朱宸濠眼见形势不利，遂调九江、南康軍增援，并厚赏勇士，意图拼死一战。在第二天的战斗中，寧王军死战，王守仁军則一度退却。然伍文定身先士卒，斩杀退者，最終王守仁军反扑成功，俘灭宁王军两千人以上，朱宸濠的副舰也在戰亂中被炮火击中。廿六日，朱宸濠连败两戰後联舟为阵，反遭王守仁火攻，杀其将士三万餘人，生擒朱宸濠父子及李士实、刘养正、王纶等。随朱宸濠出征的瑞昌王朱拱栟也被擒。宁王之乱结束，为期共四十三天。

### 明武宗亲征
八月，王守仁捷报尚未送达北京，明武宗自称「奉天征討威武大將軍鎮國公朱壽」，于八月廿二率万餘官兵南下“亲征”。進至涿州时，王守仁捷报传到，但明武宗仍一意南征，宦官張忠、大将江彬等人甚至建议將朱宸濠放回，讓武宗生擒以示威信，後因故作罷。十二月，朱宸濠被押至南京。但武宗直到次年十月方班师回朝。十二月，武宗在通州处死朱宸濠，順勢除宁王之藩。参与作乱的朱拱樤、朱覲𨯤、朱宸渢、朱宸瀾、朱宸㵬、朱宸洧、朱宸㵯、朱宸汲、朱宸湯、朱宸滻十人被解送京城赐死，已死的朱拱栟、朱覲鋌、朱栱槭、朱宸澅戮尸焚弃，诸子禁锢凤阳，宜春、瑞昌两国亦除。

## 影响
除了宁、宜春、瑞昌被除国以外，朝廷还取消了对宁献王朱权、宁靖王朱奠培、宁康王朱觐钧的祭祀，明世宗登基后，规定奏章中不再需要再避讳朱权的名字。

## 軼事
《王阳明集》中有江西九姓渔户的记载，谂知这一种水上浮家的九姓渔户，不仅存在于浙江，也存在于江西，這也和此次的叛乱有关。

## 相关文学作品
- 《武宗秘史》，【清】齐秦野人著
- 《百花洲》，高阳著
- 《靈劍》，鄭丰著